# The Vault (film)
The Vault è un film del 2017 diretto da Dan Bush.
Film thriller statunitense sceneggiato da Dan Bush e Conal Byrne con protagonisti Francesca Eastwood, Taryn Manning, Scott Haze, Q'orianka Kilcher, Clifton Collins Jr. e James Franco. Il 5 novembre 2016, FilmRise ha acquisito i diritti di distribuzione del film. Il film è stato distribuito il 1 settembre 2017 da FilmRise.

## Trama
Cinque rapinatori — Michael, le sorelle Vee e Leah, Cyrus e Kramer — organizzano una rapina in banca dopo aver appiccato un incendio come diversivo. Vee finge di essere una cliente, Leah partecipa a un colloquio, mentre gli altri entrano travestiti da pompieri. Un agente di sicurezza tenta di avvertire l'esterno ma viene fermato. Il detective Iger, insospettito, torna alla banca dopo una chiamata anonima.
La rapina va avanti, ma nella cassaforte ci sono solo 70.000 dollari. Leah vuole andarsene, ma Vee insiste per cercare altro. Il vicedirettore Ed Maas propone un accordo: in cambio dell'incolumità degli ostaggi, rivela l'esistenza di un vecchio caveau nel seminterrato con altri sei milioni. Quando Kramer apre il caveau, avvengono strani fenomeni: le luci tremano e figure inquietanti appaiono. Kramer viene attaccato da un uomo mascherato e da ostaggi fantasma. Leah e Vee, che osservano dai monitor, non vedono nulla di anomalo.
Cyrus entra nel caveau e viene anch'egli attaccato. Leah scopre che è scomparso. Michael assiste al suicidio di Kramer con un trapano. Leah interroga Susan, capo cassiera, sospettando che abbia avvertito la polizia. La donna invece racconta di una vecchia rapina del 1982, in cui un uomo mascherato costrinse gli ostaggi a uccidersi a vicenda e poi li bruciò nel caveau. Non fu mai trovato. Il denaro trovato è tutto datato 1982.
Durante un attacco della polizia, Leah riceve una chiamata identica a quella ricevuta da Iger all'inizio. Michael, intanto, apre una via di fuga nel seminterrato e incontra una donna bruciata che si trasforma in un mostro. Vee trova i cadaveri dei complici. Leah scopre che le chiamate e le voci sono identiche a quelle della rapina passata.
Per facilitare la fuga, Michael innesca un incendio. Leah, ferita, viene attaccata dalle presenze oscure ma Michael la salva prima di far esplodere il seminterrato. Durante le indagini, Iger cerca di capire chi fosse Ed Maas. Alcuni lo riconoscono, altri no. Susan lo identifica in una foto della rapina dell'82 come uno degli ostaggi uccisi. 
Alla fine, Leah e Vee si ritrovano. La radio trasmette una canzone sentita nel caveau. Leah vede dietro Vee l'uomo mascherato che la afferra, lasciando intendere che la minaccia non è finita.